# Jindřich Máslo
Jindřich Máslo (11. dubna 1875 Čistá u Horek – 22. června 1964 tamtéž) byl český hudební pedagog a skladatel.

## Život
Vystudoval učitelský ústav v Praze. Soukromě se vzdělával ve hře na klavír a skladbě. Ve skladbě byl jeho učitelem Vítězslav Novák. Učil na školách v Nuslích a na Vinohradech a byl sbormistrem pěveckého sboru Lumír. V roce 1923 se podílel na založení notové tiskárny a stal se v ní hudebním poradcem. Byl rovněž členem komise pro vydávání díla Bedřicha Smetany. Po roce 1945 byl korektorem Hudební matice a Nakladatelství krásné literatury, hudby a umění.
Z jeho díla se dostalo všeobecného uznání a obliby zejména instruktivním skladbám pro klavír. Pro české prostředí upravil nejrozšířenější klavírní školu Ferdinanda Beyera, Klavírní škola op. 101, a připsal i její druhý a třetí díl. Vydával sbírky přednesových skladeb a úprav národních písní pro mladé klavíristy, které jsou dodnes oblíbené. K popularizaci české hudby u nás i v zahraničí přispěly klavírní úpravy Dvořákových Slovanských tanců a Janáčkových Lašských tanců.

## Dílo

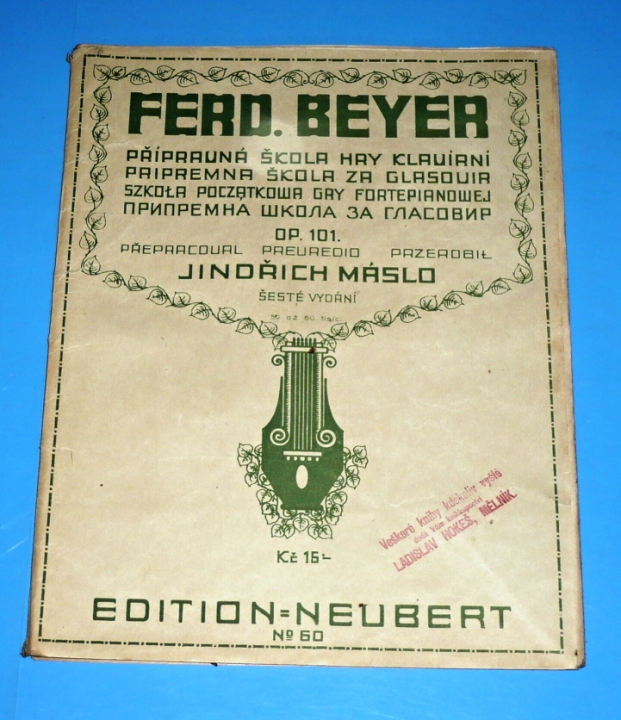
Ferdinand Beyer, Jindřich Máslo: Přípravná škola hry klavírní

### Klavírní skladby
- Upomínky z dětských let (1910)
- Z dětského máje
- Miniatury (1911)
- V jasu i soumraku
- Nálady
- Tři sonatiny

### Klavírní úpravy
- Slovenské květy
- Pějme píseň dokola (50 národních písní)
- Padesát elementárních etud
- Smetanovy opery
- Slovanské tance Antonína Dvořáka
- Lašské tance Leoše Janáčka

### Instruktivní skladby
- Malým pro radost pro klavír na 4 ruce
- První kroky
- Vesele i vážně
- Pramen (doplněk k Beyerově klavírní škole)

### Orchestrální skladby
- Symfonie a-moll (1919)
- Z naší vesnice
- Suity, polky, pochody a tance

### Vokální skladby
- Děti hor (opera, 1932)
- V osamělé chaloupce (dětská vánoční hra podle Karla Václava Raise, 1926)
- Tři písně
- Písně o lásce
- Dívčí písně
- Památce Karla Hynka Máchy
- Tři ženské sbory
- Tři mužské sbory